# Monster Ark - La profezia
Monster Ark - La profezia (Monster Ark) è un film per la televisione del 2008 diretto da Declan O'Brien.

## Trama
Un gruppo di ricercatori di un'università, composta dal professor Nicholas Zavaterro e i suoi allievi Johanna e Russell, rinviene nelle grotte del Qumran un'urna contenenti dei rotoli che, una volta decifrati negli Stati Uniti da Ava Greenway, ex moglie di Nicholas, si rivelano palinsesti con una versione avanzata della Genesi: sembra che Noè abbia costruito un'altra arca, ancor molto prima del Diluvio universale, per allontanare uno spaventoso demone che gettava l'oscurità sulla Terra e che si era incagliata su uno scoglio. Nel palinsesto sono riportate anche delle coordinate che rimandano su un territorio dell'Iraq.
La squadra di scienziati (Nicholas, Ava, Johanna e Russell) parte per la ricerca, sotto la protezione di un colonnello maggiore, ma, dopo aver rinvenuto una cassa, gli scienziati la aprono e salta fuori il mostro orribile che uccide immediatamente due soldati. Il mostro fugge ma poi, nonostante il colonnello e i suoi soldati lo abbiano trovato, non c'è arma terrestre capace di ucciderlo. Grazie ad altre pergamene, gli scienziati pervengono ad unica soluzione: uccidere il mostro con il bastone di Noè, che però si trova nella sua tomba, le cui coordinate sono riportate nella pergamena.
Da qui inizia un viaggio che li porta, grazie anche ad un protettore della profezia di Noè, alla sua tomba, trasferita da un'altra parte, ma arrivati è piena di sabbia. L'unico che ha fede è Nicholas (partito inizialmente non credente, si era ricreduto su Dio quando è stato miracolosamente salvato durante un crollo durante le ricerche della tomba originaria di Noè) e proprio lui riesce a trovare il bastone ed è anche l'unico che può usarlo contro il mostro perché non ha mai dubitato della sua fede (il protettore, il colonnello e la credente avevano dubitato della veridicità sul bastone). Grazie alla collaborazione fra i soldati del colonnello e dei mercenari presenti nella piccola città, il mostro viene attirato verso Nicholas che lo ferma con il bastone e lo rimette nella cassa. Dopo di che un uomo, il capo dei Noechisti, protettori di Noè e la sua profezia, nomina Nicholas noechista e la cassa viene messa in un posto sicuro.

## Distribuzione

### Messa in onda
- 9 agosto 2008 negli Stati Uniti (Monster Ark)
- 1º agosto 2009 in Italia
- 15 gennaio 2010 in Germania (Monster Arche)
- 26 marzo in Svezia
- 30 giugno nei Paesi Bassi
- 1º aprile 2011 in Portogallo (A Arca Perdida)